# Echinogobius hayashii
Echinogobius hayashii is een straalvinnige vissensoort uit de familie van grondels (Gobiidae). De wetenschappelijke naam van de soort is voor het eerst geldig gepubliceerd in 1998 door Iwata, Hosoya & Niimura.